# Neolyboeba
Neolyboeba är ett släkte av skalbaggar. Neolyboeba ingår i familjen vivlar.
Kladogram enligt Catalogue of Life:
| Neolyboeba | \| \| Neolyboeba remota \| \| \| \| |
|            | \| \| Neolyboeba remota \| \| \| \| |
|            | Neolyboeba remota                   |
|            |                                     |